# Camaròptera dorsigrisa
La camaròptera dorsigrisa (Camaroptera brevicaudata) és una espècie d'ocell passeriforme que pertany a la família Cisticolidae pròpia de l'Àfrica austral i oriental. Alguns experts creuen que forma una única espècie amb la camaròptera verdosa.

## Taxonomia
Segons el Sistema Integrat d'Informació Taxonòmica, hi ha onze subespècies reconegudes:
- C. b. abessinica - (Zedlitz, 1911)
- C. b. aschani - (Granvik, 1934)
- C. b. beirensis - (Roberts, 1932)
- C. b. brevicaudata - (Cretzschmar, 1830)
- C. b. erlangeri - (Reichenow, 1905)
- C. b. griseigula - (Sharpe, 1892)
- C. b. insulata - (Desfayes, 1975)
- C. b. intercalata - (C. M. N. White, 1960)
- C. b. sharpei - (Zedlitz, 1911)
- C. b. tincta - (Cassin, 1855)
- C. b. transitiva - (Clancey, 1974)

## Morfologia
És un ocell petit, que fa al voltant d'11,5 cm de llarg. El plomatge de les parts superiors és gris, excepte les ales que són verdes olivàcies, mentre que les parts inferiors són blanquinoses. Tots dos sexes són d'aspecte semblant i solen tenir la cua alçada. Els joves tenen el pit groguenc.

## Comportament
Generalment es troba entre els matolls densos. Nien als matolls baixos, ajunten fulles amb herba per construir el niu. La posta sol constar de dos o tres ous.
Com la majoria dels membres de la família són insectívores. Solen emetre xiulets de tipus "shiii......shiii" i cants de tipus "twik twik twik twik twik"